# Leboncoin
Leboncoin es un sitio web para pequeños anuncios, o anuncios clasificados, fundado en Francia en 2006 por la corporación noruega Schibsted. Su modelo económico se basa en un servicio gratuito para los particulares y la relación entre oferta y la demanda locales. La empresa operativa lleva el nombre de LBC France.

## Historia
En 1996, un informático sueco creó el sitio web Blocket.se, una plataforma de comercio electrónico  entre particulares habitantes de Escania, una provincia sueca al sur del país. En 2003, el editor noruego Christian Michael Schibsted adquirió la plataforma por diecinueve millones de euros, la cual se había popularizado por todo el territorio sueco. Tres años más tarde, con el objetivo de extender su servicio a Francia, Schibsted cerró un acuerdo con Spir Communication, filial del grupo Ouest-France, empresa conocida en el sector de prensa publicitaria gratuita. El nombre para la versión francesa de la empresa sueca original, Leboncoin, fue elegido tras realizar una encuesta a un total de 400 usuarios de internet franceses. Leboncoin se suma a una lista de treinta versiones internacionales de la empresa sueca (Italia, España, Hungría, India, Brasil, etc.) En 2010, Schibsted se había convertido en el único propietario del portal de anuncios, rentable desde 2009. En octubre del año siguiente, con una treintena de trabajadores, un volumen de negocios de aproximadamente 40 millones de euros y habiendo alcanzado la suma de 13,7 millones de visitantes únicos, Leboncoin se posicionó entre las quince páginas de internet más visitadas en Francia, superando a la empresa americana eBay. En 2013, su facturación había ascendido hasta los 124,3 millones de euros y su plantilla de trabajo contaba con 200 personas. A finales de 2014, la empresa pone fin a la gratuidad de la publicación de anuncios para los usuarios comerciales; más de quinientos mil anuncios son retirados de la página web en un mes. El 15 de septiembre de 2016, Leboncoin celebra su décimo aniversario en el Palais Brongniart, en París, en presencia de François Hollande, entonces presidente de la República Francesa.
En octubre de 2016, Leboncoin adquirió Agriaffaires, precursor de los anuncios clasificados de equipos agrícola, presente en más de 20 países. Adquirió también el sitio web de anuncios inmobiliarios À Vendre À Louer, propiedad de la empresa de publicidad SoLocal Group.
En 2017, el mercado de Leboncoin registró más de 110 millones de transacciones comerciales (excluyendo los anuncios inmobiliarios). Un total de 27 mil millones de euros, un 28% más que el año anterior. La empresa, con una facturación de 257,4 millones de euros, se colocó en el 6º puesto en el ranking de Médiamétrie, ocupando el segundo lugar en el ámbito de alquileres vacacionales entre particulares, por detrás de Airbnb.
En noviembre de 2018, Leboncoin compró el sitio web Cidedressing, creado en 2009 y especializado en la venta de ropa y accesorios de segunda mando. Esto provocó que la facturación aumentara hasta los 307 millones de euros en el año 2018.
A principios de 2019, tras la escisión del grupo Schibsted, Leboncoin pasó a estar bajo el control de una nueva entidad denominada Adevinta.
En junio de ese mismo año, Leboncoin compró la empresa Paycar, basada en la transferencia y compra de vehículos de segunda mano online, y Locasun, una agencia de viajes especializada en alquileres vacacionales.
Y en septiembre, Leboncoin adquiere el grupo Argus, especializado en el campo de los vehículos de segunda mano.
El 21 de julio de 2020, Adevinta anuncia la compra de eBay Classifieds Group por ocho mil millones de euros, la subdivisión de eBay dedicada a anuncios clasificados.  La transacción incluye una cesión de los derechos a eBay del 44% del capital social de la empresa noruega. En 2019, ambas multinacionales representaban una cifra de ventas de 1 570 millones de euros.

## Página web
Leboncoin es una plataforma online de compra y venta entre particulares en Francia. Su modelo de negocio se basa en un servicio gratuito para los particulares y la ubicación geográfica de la oferta y la demanda. No es necesario suscribirse previamente, aunque existe una opción de pago que incluye funciones complementarias (opciones de visibilidad accesibles según la estrategia comercial denominada "freemium") Los profesionales pagan por la publicación de sus anuncios y los anunciantes pagan por publicar sus mensajes en la página web. Si bien Leboncoin dice ser un gestor de contenidos, desde 2018 el sitio actúa como entidad de confianza para transacciones de bienes de consumo y alquileres vacacionales, convirtiéndose en un intermediario de pago en línea a través de la empresa neerlandesa Adyen, especializada en pago electrónico.

### Categorías
Los usuarios pueden publicar anuncios presentando bienes (automóviles, muebles, ropa, bienes inmuebles, etc.), servicios (por ejemplo, alquileres de vacaciones) u ofertas de trabajo.

### Hechos diversos
En 2012, se esclarece el asesinato de un militar tras la identificación de la dirección IP del ordenador del asesino, Mohammed Merah, quien había consultado un anuncio publicado en leboncoin.fr por la víctima. Por requerimiento judicial, fue entregada a los investigadores la lista de todas las conexiones establecidas en la página web.
En diciembre de 2015, un tribunal francés condenó a Leboncoin por publicidad engañosa. Esto ocurría tras la negativa por parte de Leboncoin de eliminar una serie de anuncios de unos artículos de cuero falsificados, y a pesar del control obligatorio de conformidad que debían aceptar todos los anuncios antes de su publicación en línea. Ese mismo mes, dos delincuentes fueron condenados por utilizar el sitio web para cobrar por una serie de pedidos que nunca llegaron a realizarse. La condena fue de ocho meses de prisión y una indemnización de hasta 5 666 euros a las víctimas. A pesar de los controles automáticos implementados por la empresa, los usuarios pueden exponerse a posibles fraudes, como la conocida estafa de Nigeria

## Análisis económico y sociológico

### Visitas
Según una encuesta realizada por Médiamétrie en octubre de 2012, Leboncoin se posicionaba en el puesto doce de las páginas web más populares de Francia, en términos de tiempo dedicado por los usuarios, detrás de Facebook y por delante de Google. A principios de 2017, Leboncoin contabilizaba veintiocho millones de visitantes únicos por mes, según la revista Le Figaro Magazine. Es el cuarto sitio más visitado por los franceses, después de Google, Facebook y YouTube.
El 7 de febrero de 2021, la empresa sueca registró 20,4 millones de visitas durante un solo día.

### Análisis sociológico
En enero de 2013, el periódico Le Monde dedica 3 páginas al "fenómeno" Leboncoin, y propone realizar un análisis sociológico de éxito en Francia. Para el sociólogo Alain Caillé, Leboncoin recrea un vínculo social de proximidad en Internet, y constituye un espacio de reconstitución de la solidaridad nacional. A Caillé se une Jacques Le Goff, que compara su papel económico y social con el de las ferias medievales.

## Identidad visual

Logos
De 2016 a 2019.